# Dwain Chambers
Dwain Anthony Chambers (Islington, 5 april 1978) is een Britse oud-atleet en voormalige Americanfootballspeler. Hij was gespecialiseerd in de 60 m en de 100 m en boekte tevens successen op de 4 x 100 m estafette. Op dit onderdeel was hij gedurende twintig jaar, van 1999 tot 2019, Europees recordhouder. Hij nam tweemaal deel aan de Olympische Spelen en meerdere malen aan wereldkampioenschappen en Europese kampioenschappen met een wereldindoortitel op de 60 m als beste resultaat. Hij werd vanwege een dopingovertreding voor de duur van twee jaar geschorst en probeerde gedurende die periode naam te maken in het American Football. Na afloop van zijn schorsingsperiode keerde hij echter terug in de atletiek.

## Biografie

### Jeugd
Chambers komt uit een sportief gezin. Zijn oudere zuster Christine was Engels schoolkampioene op de 100 m in 1986 en 1987 en nam deel aan de Europese kampioenschappen voor junioren. Ook Dwain zelf werd gedurende zijn schooltijd door coach Selwyn Philbert aan het sprinten gezet.
In 1995 kreeg hij internationale bekendheid door het winnen van de 100 m en de 4 x 100 m estafette op de EK voor junioren. Twee jaar later prolongeerde hij zijn EK-juniorentitel op de 100 m en verbeterde hij al doende het wereldjuniorenrecord naar 10,06 s. Op de Europese kampioenschappen van 1998 in Boedapest won hij achter zijn landgenoot Darren Campbell (goud) een zilveren medaille.

### Senioren
Een jaar later, zijn eerste seniorenjaar, werd hij op de wereldkampioenschappen in Sevilla derde op de 100 m, waarmee hij de jongste atleet ooit werd die op wereldkampioenschappen voor senioren een medaille veroverde, en tweede op de 4 x 100 m estafette. Als slotloper op het estafetteonderdeel liep Chambers met zijn teamgenoten Jason Gardener, Darren Campbell en Marlon Devonish met een tijd van 37,73, een Europees record.
In 2000 maakte hij zijn olympisch debuut op de Olympische Spelen in Sydney. Op de 100 m bereikte hij de finale, waarin hij met een vierde plaats in 10,08 net buiten de medailles viel. Op de 4 x 100 m estafette werd hij met zijn ploeggenoten Allyn Condon, Jason Gardener en Marlon Devonish echter gediskwalificeerd.

### Doping
In oktober 2003 werd Dwain Chambers positief getest op het gebruik van het anabole steroïde Tetrahydrogestrinon. Na te zijn verhoord op 22 februari 2004, werd hij door de Britse atletiekbond voor twee jaar geschorst. De IAAF schrapte zijn prestaties die hij behaalde tussen 1 januari 2002 en 1 augustus 2003, zoals zijn overwinning op de 100 m op de Europese kampioenschappen van 2002 in München, waarbij hij zilverenmedaillewinnaar Francis Obikwelu had verslagen. En ook zijn estafetteoverwinning en de egalisering van het Europees record op 14 september 2002, dat in handen was van Linford Christie. Bovendien werden hem en zijn teamgenoten de bronzen medaille ontnomen die zij hadden gewonnen bij de WK van 2003 op de 4 x 100 m estafette. Ten slotte werd Chambers levenslang uitgesloten van de Olympische Spelen en de Gemenebestspelen.
Chambers verweerde zich tegen de dopingbeschuldiging door erop te wijzen, dat hij door zijn nieuwe coach Remi Korchemny in contact was gebracht met voedingsdeskundige Victor Conte, die hem bepaalde voedingssupplementen had aangeraden. Conte had hem de verzekering gegeven, dat deze supplementen waren goedgekeurd door de IAAF. Korchemny en Conte bleken later beiden betrokken te zijn de Bay Area Laboratory Co-Operative (BALCO), een Amerikaans bedrijf, opgericht in 1984 door Victor Conte, met als doel het leveren van bloed- en urinetesten en voedingssupplementen. In 2003 bleek dat Conte samen met vicepresident James Valente, coach Remi Korchemny en trainer Greg Anderson jarenlang de doping Tetrahydrogestrinon (THG) had verstrekt aan Amerikaanse en Europese sporters. Deze omvangrijke dopingzaak werd bekend als de BALCO-affaire. Korchemny, die in vroeger jaren de coach was geweest van de Sovjet-Russische sprintkampioen Valeri Borzov en vervolgens in de jaren zeventig naar Amerika was geëmigreerd, waar hij de trainer werd van verschillende vooraanstaande atleten, zoals naast Dwain Chambers Kelli White, Alvin Harrison en Grace Jackson, gaf in 2006 toe dat hij tussen 2000 en 2003 zijn atleten op recept verkrijgbare (geen verboden) dopingmiddelen had verstrekt. Hij werd veroordeeld tot een jaar onder reclasseringstoezicht en besloot in 2007, in de nasleep van de hele affaire, zijn trainerschap neer te leggen. Korchemny is de eerste coach die door de Amerikaanse anti-doping autoriteit USADA is bestraft.
Chambers had in de tussentijd aangekondigd misschien over te stappen op American football in de National Football League. Later keerde hij toch terug in de atletiek.

### Na de schorsing
Op de Europese kampioenschappen van 2006 stond Dwain Chambers voor de eerste keer na zijn schorsing weer aan de start bij een groot toernooi. Hij behaalde de finale op de 100 m en won met het Britse estafetteteam een gouden medaille op de 4 x 100 m estafette. Zijn ploeggenoot Darren Campbell, die ook in het aanvankelijk gouden team zat op de EK van 2002, weigerde echter een ereronde mee te lopen vanwege het dopingverleden van Chambers. Ook sprak Campbell zijn afschuw uit over het hebben van een dopinggebruiker als teamgenoot.
Later dat jaar behaalde Chambers bij de Europacupwedstrijden in het Spaanse Málaga een zilveren medaille op de 100 m.

### American football
Dwain Chambers heeft tweemaal geprobeerd om American-footballer te worden. Zijn eerste poging ondernam hij tijdens zijn dopingschorsing bij de San Francisco 49ers. Hij werd echter niet in het team opgesteld. Een tweede poging ondernam hij van 5 tot 9 maart 2007 bij de tryouts van NFL Europa. Daar werd hij benaderd door de Hamburg Sea Devils, waar hij de rest van het seizoen speelde. De tweede overstap naar American Football was om financiële redenen. Ook deze tweede poging was geen succes: een stressfractuur in zijn voet beëindigde het seizoen van Chambers voortijdig. Ook twijfelde zijn coach Vince Martino over zijn kansen in de sport: hij zou niet goed genoeg zijn in het vangen van de bal.

### Atletieksucces en rugby
Begin 2008 stapte Chambers weer over naar atletiek. Hij kwalificeerde zich voor de 60 m op de wereldindoorkampioenschappen en kwam daar tot de finale, waarin hij zijn persoonlijke record aanscherpte tot 6,54. Deze tijd was goed voor een zilveren medaille. Na dit succes nam Chambers een opmerkelijke beslissing: hij probeerde zijn geluk te beproeven bij het rugby: hij ging voor een proefperiode van een maand bij de Super League-ploeg Castleford Tigers. Na deze proefperiode kreeg Chambers geen contract aangeboden.
Na de mislukte uitstap naar het rugby probeerde Chambers de beslissing van de Britse olympische associatie om hem levenslang te schorsen aan te vechten bij het hooggerechtshof. De beslissing werd echter niet teruggedraaid, waardoor Chambers niet mocht deelnemen aan de Olympische Spelen van Peking.

### Titel, maar geen estafette

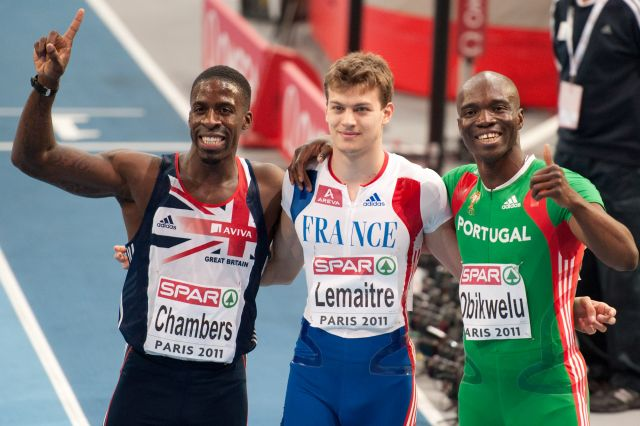
De top drie van de 60 m tijdens de EK indoor van 2011: Chambers, Lemaitre en Obikwelu.

Chambers was erg succesvol tijdens de Europese indoorkampioenschappen van 2009 in Turijn. In de halve finale scherpte hij het Europese indoorrecord op de 60 m aan tot 6,42. De finale die daarop volgde, won hij in een tijd iets daarboven (6,46). Aan de vreugde werd al gauw een eind gemaakt. Hij kreeg op dezelfde dag te horen, dat hij niet deel uit zou gaan maken van de estafetteploeg tijdens de WK van Berlijn, omdat hij ook geen onderdeel van de olympische 4 x 100 m estafetteploeg mocht zijn. De ploeg werd bij het kampioenschap uiteindelijk derde. Chambers bereikte zelf ook de finale op de 100 m, waarin hij zesde werd in 10,00.
Chambers kwam als ranglijstaanvoerder en regerend Europees kampioen naar de WK indoor van 2010 in Doha, waardoor hij favoriet voor de titel was. Die verwachtingen kon hij waarmaken: hij eindigde voor Mike Rodgers en Daniel Bailey op de hoogste plek van het ereschavot in 6,48 
Tijdens het outdoorseizoen verbrak Dwain Chambers de 10-secondengrens op de 100 m voor het eerst sinds 2001. Hij won de sprintafstand tijdens de Europese teamkampioenschappen in een tijd van 9,99 en versloeg daar Christophe Lemaitre. Die prestatie bood perspectief voor de EK van Barcelona, wat zijn laatste kans zou zijn op een individuele internationale outdoortitel. Zo ver kwam het niet: in de finale, waarin de nummers twee tot en met vijf allen dezelfde tijd liepen, eindigde Chambers op een vijfde plek.
In 2011 slaagde Chambers er niet in om zijn Europese indoortitel op de 60 m te prolongeren. Hij werd met één honderdste van een seconde verslagen door de Portugees Francis Obikwelu. Later in het jaar tijdens Chambers' vierde WK werd hij in de halve finale voor de eerste keer in zijn loopbaan gediskwalificeerd wegens een valse start.
Het jaar erna werd hij bij de WK indoor in Istanboel derde bij de 60 m.

### Olympische Spelen
Eind april 2012 verloor de Britse olympische associatie een rechtszaak tegen de Wereldantidopingagentschap (WADA) bij het Hof van Arbitrage voor Sport. Het WADA vond de levenslange uitsluiting van Britse sporters bij de Olympische Spelen in strijd met hun regelgeving. Door de uitkomst van de rechtszaak kunnen sporters die bestraft zijn voor het gebruik van doping, waaronder Dwain Chambers, worden uitgezonden naar de Olympische Spelen. Hierdoor kon Chambers ook weer deel uitmaken van de nationale estafetteploeg, waarmee hij bij de EK in Helsinki de finale haalde. In deze finale haalde de ploeg echter de finish niet. Chambers deed niet mee op een individueel onderdeel.
Dat deed hij wel op de Olympische Spelen van Londen, waar hij uitkwam op de 100 m. Na de serie te hebben gewonnen, eindigde hij in de halve finale als tiende in totaal, waardoor hij de finale misliep. Dit gebeurde ook op de 4 x 100 m estafette. Het team eindigde aanvankelijk als derde in de serie, genoeg voor directe kwalificatie, maar werd gediskwalificeerd door een wissel buiten het wisselvak van Daniel Talbot op Adam Gemili.

### Bronzen estafettemedaille
Het daaropvolgende indoorseizoen van Chambers verliep niet naar tevredenheid, voornamelijk door een teleurstellend optreden tijdens de EK indoor in Göteborg, waar hij in de series met een tijd van 6,78 uitgeschakeld werd. Alhoewel hij tijdens dat toernooi zelf geen last had van blessures, had hij in de aanloop ernaartoe last van zijn rug gehad, wat toch zijn tol eiste. 

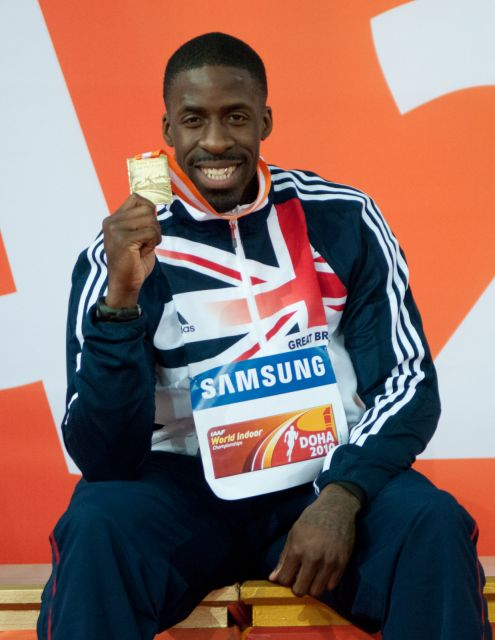
Chambers met zijn gouden medaille bij de WK indoor van 2010 in Doha

 Tijdens de WK in Moskou bereikte Chambers op de 100 m eveneens de finale niet. Hij strandde als zesde in zijn halve finale in 10,15. Op de 4 x 100 m estafette bereikte Chambers wel de finale. Het Britse team eindigde als eerste in zijn serie. In de finale finishte het team, met Chambers als slotloper, als derde in 37,80. De medaille konden ze echter niet in ontvangst nemen, omdat er net als in 2012 buiten het wisselvak was gewisseld. Het betrof de tweede wissel tussen Harry Aikines-Aryeetey en James Ellington. In 2014 tijdens de eerste editie van de IAAF World Relays in Nassau werd er revanche genomen door het Britse estafetteteam, door ditmaal wel legitiem als derde te eindigen. Het team, waar Chambers alleen in de finale deel van uitmaakte, liep een tijd van 38,19.

## Titels
- Wereldindoorkampioen 60 m - 2010
- Gemenebestkampioen 4 x 100 m - 1998
- Goodwill Games kampioen 100 m - 2001
- Europees kampioen 100 m - 2002
- Europees kampioen 4 x 100 m estafette - 2002, 2006
- Europees indoorkampioen 60 m - 2009
- Brits kampioen 100 m - 2000, 2001, 2008, 2010-2014
- Europees jeugdkampioen 100 m - 1995, 1997

## Persoonlijke records
Outdoor
| Onderdeel | Prestatie | Datum            | Plaats  |
| --------- | --------- | ---------------- | ------- |
| 100 m     | 9,97 s    | 22 augustus 1999 | Sevilla |
| 200 m     | 20,31 s   | 22 juli 2001     | Londen  |

Indoor
| Onderdeel | Prestatie          | Datum            | Plaats |
| --------- | ------------------ | ---------------- | ------ |
| 50 m      | 5,69 s             | 13 februari 2000 | Liévin |
| 60 m      | 6,42 s (ex-AR; NR) | 7 maart 2009     | Turijn |
| 200 m     | 21,10 s            | 9 februari 2000  | Pireás |

## Palmares

### 60 m
- 2008:  WK indoor - 6,54 s
- 2009:  EK indoor - 6,46 s
- 2010:  WK indoor - 6,48 s
- 2011:  EK indoor - 6,54 s
- 2012:  WK indoor - 6,60 s
- 2013: 5e in series EK indoor - 6,78 s
- 2014: 6e WK indoor - 6,53 s

### 100 m
Kampioenschappen
- 1995:  Europees Olympisch Jeugdfestival - 10,87 s
- 1995:  EK U20 - 10,06 s
- 1996: 5e WJK - 10,47 s
- 1997:  EK U20 - 10,41 s
- 1998:  EK - 10,10 s
- 1998:  Wereldbeker - 10,03 s
- 1999:  Europacup - 10,21 s
- 1999:  WK - 9,97 s
- 2000: 4e OS - 10,08 s
- 2001:  Goodwill Games - 10,11 s
- 2001: 4e WK - 9,99 s
- 2002: 8e Gemenebestspelen - 11,19 s
- 2003: DSQ WK
- 2006:  Europacup - 10,19 s
- 2006: 7e EK - 10,24 s
- 2009:  Europese Teamkamp. - 10,07 s
- 2009: 6e WK - 10,00 s
- 2010: 5e EK - 10,18 s
- 2011: DQ in ½ fin. WK
- 2012: 4e in ½ fin. OS - 10,05 s
- 2013: 6e in ½ fin. WK - 10,15 s
- 2014: 4e EK - 10,24 s

Golden League-podiumplekken
- 2001:  Weltklasse Zürich – 10,09 s
- 2001:  Memorial Van Damme – 10,06 s

### 200 m
- 2001: 5e in ¼ fin. WK - 20,60 s
- 2009:  Europese Teamkamp. - 20,55 s

### 4 x 100 m
- 1998:  Gemenebestspelen - 38,20 s
- 1999:  WK - 37,73 s (ER)
- 2000: DSQ in serie OS
- 2003: DSQ WK
- 2006:  EK - 38,91 s
- 2012: DNF in finale EK
- 2012: DSQ in serie OS
- 2013: DSQ finale WK
- 2014:  IAAF World Relays - 38,19 s

## Onderscheidingen
- Europees atleet van het jaar - 2002

- Gemeinsame Normdatei: 139748504
- World Athletics: 14188803
- Virtual International Authority File: 102600081
- WorldCat: E39PBJyRvmkJFYMFwR8kGHXmVC